# Bleek bootsmannetje
Het bleek bootsmannetje (Notonecta lutea) is een wants uit de familie van de Notonectidae (Bootsmannetjes). De soort werd het eerst wetenschappelijk beschreven door Müller in 1776.

## Uiterlijk
Het bootsmannetje heeft en gedrongen lichaam en is altijd macropteer en kan 13 tot 15 mm lang worden. Het scutellum is geelbruin en de zijrand van het scutellum is korter of evenlang als de middenspleet in het driehoekige gebied rond het scutellum, de clavus. Het middendeel van de voorvleugel (corium) is lichtgeel met aan de randen hoogstens een smalle donkerbruine rand. Het bleek Bootsmannetje lijkt sterk op het noordelijk Bootsmannetje (Notonecta reuteri), voor exacte deteminatie is genitaal-onderzoek nodig. Het noordelijk bootsmannetje is in Nederland echter zeldzaam en komt voor in vennen in Drente, buiten deze regio gaat het in de meeste gevallen dus om het bleek bootsmannetje.

## Leefwijze
De wants komt de winter door als volgroeide wants en kent één enkele generatie per jaar. De soort leeft in wateren die rijk zijn aan voedingsstoffen en kleine diversiteit aan aquatische organismen zoals sloten langs weilanden, meren en duinpoelen. Het zijn uitstekende zwemmers en vliegers, maar bewegen zich onbeholpen op het land. Ze jagen op diverse prooien, vaak op insecten die in het water zijn gevallen.

## Leefgebied
In Nederland komt de soort algemeen voor, vooral in het westen. Het verspreidingsgebied strekt zich uit van Europa tot Centraal- en Noord-Azië